# Roman web en Corée du Sud
Les romans web en Corée du Sud (hangeul : 웹소설 ; RR : websoseol, communément appelés par le terme anglais web novels) peuvent être définis comme « des romans parus initialement sur le web » en Corée du Sud.
Ils gagnent en popularité à partir du XXIe siècle. Parmi les domaines de l'édition électronique, les romans web sont le contenu de base qui domine le marché des livres électroniques. Tout comme les webtoons (bandes dessinées en ligne) se sont développés au début des années 2000 en Corée du Sud, les romans web connaissent un fort développement depuis le début des années 2010.
Le marché du roman web est devenu véritablement populaire après que certaines œuvres ont connu des adaptations sous d'autres formats, comme celui des dramas coréens.

## Histoire
Des romans sud-coréens publiés sur des réseaux numériques font leur apparition à la fin des années 1990. Ces romans sont connus comme la première génération de la fantasy sud-coréenne. Parmi les œuvres les plus notables, on compte Dragon Raja (en) (1998), The Raising Falcon (1999) ou encore Dragon's Temple (1998). Avec l'introduction d'internet à la fin des années 1990, la diffusion de contenu littéraire en ligne est simplifiée. Des écrivains amateurs apparaissent et, grâce à internet et aux blogs, la littérature de genre devient populaire. À la même époque, les romans Web étaient populaires dans d'autres pays, avec quelques différences dans les termes. Ils sont appelés fictions web (« web fiction ») aux États-Unis et littérature d'internet (chinois : 网络文学 ; pinyin : Wǎngluò wénxué) en Chine. L'écrivaine la plus représentative des œuvres littéraires sur internet de cette période est Guiyeoni (en). Ses œuvres connaissent un fort succès et reçoivent des adaptations en dessins animés et en films. Des œuvres notables incluent My Sassy Girl (2001) de Kim Ho-sik et He Was Cool (en) de Guiyeoni (2004).
Après la crise économique asiatique de 1997, on trouve de nombreux magasins de location de livres en Corée. Pour cause, il s'agit d'un commerce relativement simple à démarrer. Les romans de genre sérialisés sur Internet sont alors publiés et achetés dans ces boutiques. Toutefois, ce marché ne parvient pas à se maintenir dans la durée. Les romans sur internet ont divers canaux de distribution et commencent à trouver d'autres modes de rémunération. En avril 2007, une société de livres électroniques, Booktopia, ouvre un site web de romans de genre appelé Waki. En 2008, BookCube ouvre une librairie spécialisée dans les e-books. Les deux librairies utilisent un format de paiement par partie (typiquement, un paiement au chapitre). Joara, un site de séries littéraires encore populaire aujourd'hui, met également en place un système avec paiement à ce moment-là, bien que le succès soit limité. La section « Premium » ouverte en 2011 ne devient rentable qu'en 2014.
Le terme « web novel » apparaît lorsque Naver, une plateforme sud-coréenne, lance le site « Naver Web novel » en janvier 2013 qui connaît rapidement un important succès. Avant cela, différentes appellations sont utilisées telles que « roman sur internet » ou « roman en ligne » mais la popularité de la plateforme de Naver les fait rapidement tomber en désuétude. Le terme « web novel » est ensuite utilisé à la fois dans les domaines industriels et universitaires.
En février 2013, KakaoPage, créée par Kakao, fait son apparition. KakaoPage devient le centre du marché des romans de genre.

## Caractéristiques

### Système de diffusion
Les romans web sont produits, distribués et consommés en ligne. Cela apporte un grand changement à l'industrie de l'édition existante. Des canaux différents de ceux qui avaient auparavant une grande influence dans l'industrie de l'édition deviennent très influents dans l'industrie du roman web.
Les processus de production, de distribution et de consommation de romans web ont lieu dans un intervalle de temps extrêmement court en comparaison avec les systèmes préexistants. Les séries littéraires sont facturées avec des prix de l'ordre de 100 won (environ 10 centimes d'euros) par épisode.

### Sérialisation
Les romans web sont publiés sous la forme d'épisodes paraissant à intervalle régulier. Ce mode de diffusion est appelé sérialisation. La raison pour laquelle la sérialisation est importante est qu'elle permet non seulement une commercialisation progressive, mais également une bonne interaction avec les lecteurs potentiels. Par conséquent, la capacité à bien finir une histoire est importante au sein de chaque épisode afin de maintenir la curiosité du lecteur à son paroxysme. La connectivité inter-épisodes est un déterminant important pour que les lecteurs décident de poursuivre leur lecture dans le temps.

### Interaction
L'interaction avec les lecteurs par le biais des commentaires est une composante importante du roman web. Dans le processus de production, l'auteur peut consulter les commentaires et les opinions pour faire la distinction entre ce que les lecteurs apprécient et ce que pour quoi ils montrent peu d'intérêt. Cependant, cela peut aussi mettre beaucoup de pression sur l'écrivain ou conduire à saper sa créativité. Cette interaction par les commentaires apporte un changement dans la relation auteur-lecteurs et offre de nouvelles possibilités à la littérature.

### Potentiel d'adaptations
Les romans web ont le potentiel pour être adaptés dans d'autres formats. En Chine, les romans web attirent l'attention en tant que propriété intellectuelle faciles à réutiliser, que ce soit dans des webtoons, des films ou des jeux vidéos. Ce genre d'œuvres adaptés de roman web deviennent populaires.

## Principales plateformes de roman web

### Naver Web Novel
Naver Web Novel est une plate-forme de roman web par Naver, le premier moteur de recherche du pays pour ce format. Selon un communiqué de presse Naver de janvier 2016, plus de 5 millions de lecteurs ont accédé aux romans web de Naver plus d'une fois par mois. Parmi les écrivains de web novels officiels de Naver, vingt-six gagnent plus de 100 millions de won par an, tandis que les auteurs les mieux rémunérés gagnaient 470 millions de won en 2018. En 2018, Naver revoit son système de paiement. Le système Free for You permet aux utilisateurs de continuer à lire les romans web gratuitement à condition d'attendre un certain temps entre chaque épisode.

### KakaoPage
Lancé le 9 avril 2013, ce service n'est initialement pas consacré aux romans web ou aux webtoons. Il est conçu comme un marché ouvert où les développeurs de divers contenus numériques peuvent diffuser librement leur production. Toutefois, il est peu utilisé en raison du manque de publicité auprès des utilisateurs.
Le 21 avril 2014, la lecture de webtoons et de romans web devient gratuite. En s'appuyant sur des œuvres populaires telles que Legendary Moonlight Sculptor (2007), la société sécurise un grand nombre d'utilisateurs grâce à un marketing actif auprès des utilisateurs potentiels, par exemple en offrant des cadeaux aux utilisateurs de KakaoTalk, et est actuellement l'un des piliers de l'édition électronique.
Les webtoons et les romans web de Kakao Page comprennent des romans édités par Kakao, mais également par divers éditeurs. Le modèle Waiting for free propose aux utilisateurs de regarder gratuitement le prochain épisode après un certain laps de temps.

### Joara
Joara est la plus grande plateforme de romans web du pays avec 420 000 œuvres, 140 000 auteurs et une moyenne de 2 400 publications par jour. Joara n'est devenue rentable que huit ans après avoir démarré son activité. La société affiche 12,5 milliards de wons de ventes en 2015 et des bénéfices ont été générés à partir de 2009. La plateforme compte 1.1 million d'utilisateurs et 8,6 millions de lectures sont réalisées par jour en moyenne en 2016. Les hommes et les femmes étant représentés en proportions équivalentes, les genres fantasy et romance sont en forte demande.

### Munpia
Go! Murim est ouvert en 2002 par des auteurs de romans d'arts martiaux tels que Geumgang (actuellement PDG Kim Hwan-cheol). Le site se concentre sur le genre des romans d'arts martiaux et se caractérise par la tranche d'âge élevée des lecteurs. Le site accepte un grand nombre d'écrivains et de lecteurs de fantasy. Il a changé son nom, d'abord en Gomofan, puis en  Munpia en 2006. Le service payant fait son apparition en 2013. Munpia compte actuellement 450 000 membres et 500 000 visiteurs quotidiens, et 31 000 écrivains sont actifs. Munpia compte 60 000 exemplaires et 700 000 séries, 20 000 œuvres exclusives et plus de 2 700 nouvelles œuvres chaque mois (2016).

## Genre
Les genres des romans web sont diversifiés et évoluent rapidement, mais les genres représentatifs peuvent être divisés en quatre : romance, fantasy, arts martiaux et monde moderne. Dans les romans web, les romances constituent le genre le plus produit et le plus consommé. Dans le cas de Naver, un total de 25 542 romans web ont été publiés en août 2015, dont la romance en tête de liste avec 13 164 œuvres (64,08%). La science-fiction et la fantasy arrivent en deuxième position avec 3 540 œuvres (17,23 %), les arts martiaux au troisième rang avec 2 420 œuvres (11,78 %), le mystère cinquième avec 865 œuvres (4,36 %) et le light novel sixième avec 238 pièces (1,16 %). Les romans web se basant sur des systèmes de jeux vidéos gagnent également en popularité. Les romans web de jeux utilisent généralement des éléments tels que des quêtes, des objets et des systèmes de niveau comme matériel narratif. Ce genre se mêle à la fantasy, élargissant la portée de cette dernière auprès des jeunes lecteurs.

## Marché
La plateforme, les éditeurs et l'écrivain sont les principaux acteurs de l'industrie du roman web. La plateforme reçoit les romans web des auteurs ou des éditeurs et les distribue pour les fournir aux lecteurs. Les contrats avec les écrivains se font généralement par le biais de soumissions directes à la plateforme ou d'organisation de concours sur la plateforme elle-même. Les éditeurs reçoivent des romans web d'écrivains et les traitent sous diverses formes. Ils génèrent des revenus en publiant des séries de romans web sur la plateforme. Ils génèrent également des bénéfices en publiant les histoires dans des livres papier ou en produisant et en vendant des produits dérivés.
Soixante-quatre pour cent des romans web sont des romances et 95 % du public de ces romances est constitué de femmes. En outre, les personnes dans la trentaine et la quarantaine représentent 64 % des lecteurs de romans web (2015).

### Ventes
Le marché des romans web, qui valait 10 milliards de wons en 2013, est estimé à 400 milliards de wons en 2018 et a ainsi été multiplié par 40 en cinq ans. En 2019, le marché des romans web a dépassé les 500 milliards de wons.